# Semiothisa contemptata
Semiothisa contemptata là một loài bướm đêm trong họ Geometridae.